# Unterseeboot 347
Le Unterseeboot 347 (ou U-347) est un sous-marin allemand (U-Boot) de type VII.C utilisé par la Kriegsmarine (marine de guerre allemande) pendant la Seconde Guerre mondiale.

## Construction
L'U-347 est un sous-marin océanique de type VII C. Construit dans les chantiers de Nordseewerke à Emden, la quille du U-347 est posée le 19 octobre 1942 et il est lancé le 21 mai 1943. L'U-347 entre en service un mois et demi plus tard.

## Historique
Mis en service le 7 juillet 1943, l'Unterseeboot 347 reçoit sa formation de base à Danzig au sein de la 8. Unterseebootsflottille jusqu'au 28 février 1944, puis l'U-347 intègre son unité de combat à Brest dans la 3. Unterseebootsflottille, à la base sous-marine de Brest, qu'il ne rallie pas. Le 1er juin 1944, il est transféré dans la 11. Unterseebootsflottille à Bergen, base dans laquelle il n'ira pas davantage, faisant escale plusieurs fois à Narvik.
L'Unterseeboot 347 effectue quatre patrouilles, toutes sous les ordres de l'Oberleutnant zur See Johann de Buhr dans lesquelles il ne coule, ni n'endommage de navire ennemi au cours de ses 50 jours en mer.
En vue de la préparation de sa première patrouille, il quitte le port de Kiel le 27 mars 1944 pour rejoindre quatre jours plus tard Stavanger le 30 mars 1944.
Il appareille le 9 mai 1944 de Stavanger pour sa première patrouille qui dure cinq jours. Le 13 mai 1944, il arrive à Narvik.
Sa deuxième patrouille au départ de Narvik le 15 mai 1944 l'y ramène vingt-cinq jours plus tard, le 8 juin 1944.
Sa troisième patrouille est des plus courtes, partant de Narvik le 23 juin 1944 pour y revenir le même jour.
Pour sa quatrième patrouille, l'U-347 quitte Narvik le 3 juillet 1944. Après quinze jours de mer, l'U-347 est coulé le 17 juillet 1944 à l'ouest de Narvik à la position géographique de 68° 36′ N, 8° 33′ E par des charges de profondeur lancées d'un bombardier Consolidated B-24 Liberator (du Squadron 86/U). 
Les quarante-neuf membres d'équipage meurent dans cette attaque.

## Affectations
- 8. Unterseebootsflottille à Danzig du 7 juillet 1943 au 28 février 1944 (Flottille d'entraînement).
- 9. Unterseebootsflottille à Brest du [[1er mars|1er mars]] au 31 mai 1944 (Flottille de combat).
- 11. Unterseebootsflottille à Bergen du [[1er juin|1er juin]] au 17 juillet 1944 (Flottille de combat).

## Commandements
- Oberleutnant zur See Johann de Buhr du 7 juillet 1943 au 17 juillet 1944

## Patrouilles
|       | Commandant           | Départ         | Départ    | Arrivée         | Arrivée   | Jours    | Succès |
| ----- | -------------------- | -------------- | --------- | --------------- | --------- | -------- | ------ |
|       | Oblt. Johann de Buhr | 27 mars 1944   | Kiel      | 30 mars 1944    | Stavanger | 4 jours  |        |
| 1     | Oblt. Johann de Buhr | 9 mai 1944     | Stavanger | 13 mai 1944     | Narvik    | 5 jours  |        |
| 2     | Oblt. Johann de Buhr | 15 mai 1944    | Narvik    | 8 juin 1944     | Narvik    | 25 jours |        |
| 3     | Oblt. Johann de Buhr | 23 juin 1944   | Narvik    | 23 juin 1944    | Narvik    | 1 jour   |        |
| 4     | Oblt. Johann de Buhr | 3 juillet 1944 | Narvik    | 17 juillet 1944 | Coulé     | 15 jours |        |
| Total | Total                | Total          | Total     | Total           | Total     | 50 jours | 0 t    |

Note : Oblt. = Oberleutnant zur See

### Opérations Wolfpack
L'U-347 a opéré avec les Wolfpacks (meute de loups) durant sa carrière opérationnelle.
1. Trutz (15 mai 1944 - 31 mai 1944)
2. Grimm (31 mai 1944 - 6 juin 1944)
3. Trutz (5 juillet 1944 - 10 juillet 1944)

## Navires coulés
L'Unterseeboot 347 n'a ni coulé, ni endommagé de navire ennemi au cours des quatre patrouilles (46 jours en mer) qu'il effectua.

### Source et bibliographie
- (en) Cet article est partiellement ou en totalité issu de l’article de Wikipédia en anglais intitulé « German submarine U-347 » (voir la liste des auteurs).
- Chris Bishop, historien militaire (trad. de l'anglais par Christian Muguet), Les sous-marins de la Kriegsmarine : 1939-1945 : le guide d'identification des sous-marins [« The spellmount submarine identification guide : Kriegsmarine U-boats 1939-1945 »], Paris, Éd. de Lodi, 2008, 192 p. (ISBN 978-2-84690-327-1, OCLC 470721805, BNF 41298980)